# Слотвіна (Нижньосілезьке воєводство)
Слотвіна (пол. Słotwina, нім. Schönbrunn) — село в Польщі, у гміні Свідниця Свідницького повіту Нижньосілезького воєводства.
Населення — 951 особа (2011).
У 1975-1998 роках село належало до Валбжиського воєводства.

## Демографія
Демографічна структура станом на 31 березня 2011 року:
|          | Загалом | Допрацездатний вік | Працездатний вік | Постпрацездатний вік |
| -------- | ------- | ------------------ | ---------------- | -------------------- |
| Чоловіки | 459     | 83                 | 342              | 34                   |
| Жінки    | 492     | 84                 | 311              | 97                   |
| Разом    | 951     | 167                | 653              | 131                  |